# Strużnickie Skały
Królestwo skalne w Sudetach  – Strużnickie Skały  – w południowo-zachodniej Polsce w Sudetach Zachodnich, Rudawach Janowickich, w Górach Strużnickich. Rozrzucone w masywach Lwiej Góry, Świniej Góry oraz bezimiennego wzniesienia z Fajką.

## Położenie
Położone w Sudetach Zachodnich, środkowej części Rudaw  Janowickch w Górach Strużnickich oraz na zboczach tych gór. Od Fajki przez Starościńskie Skały, Świnią Górę do Przełęczy Rudawskiej.
Wzniesienia i zbocza, na których znajdują się Strużnickie Skały wznoszą się nad wsią Strużnica. 

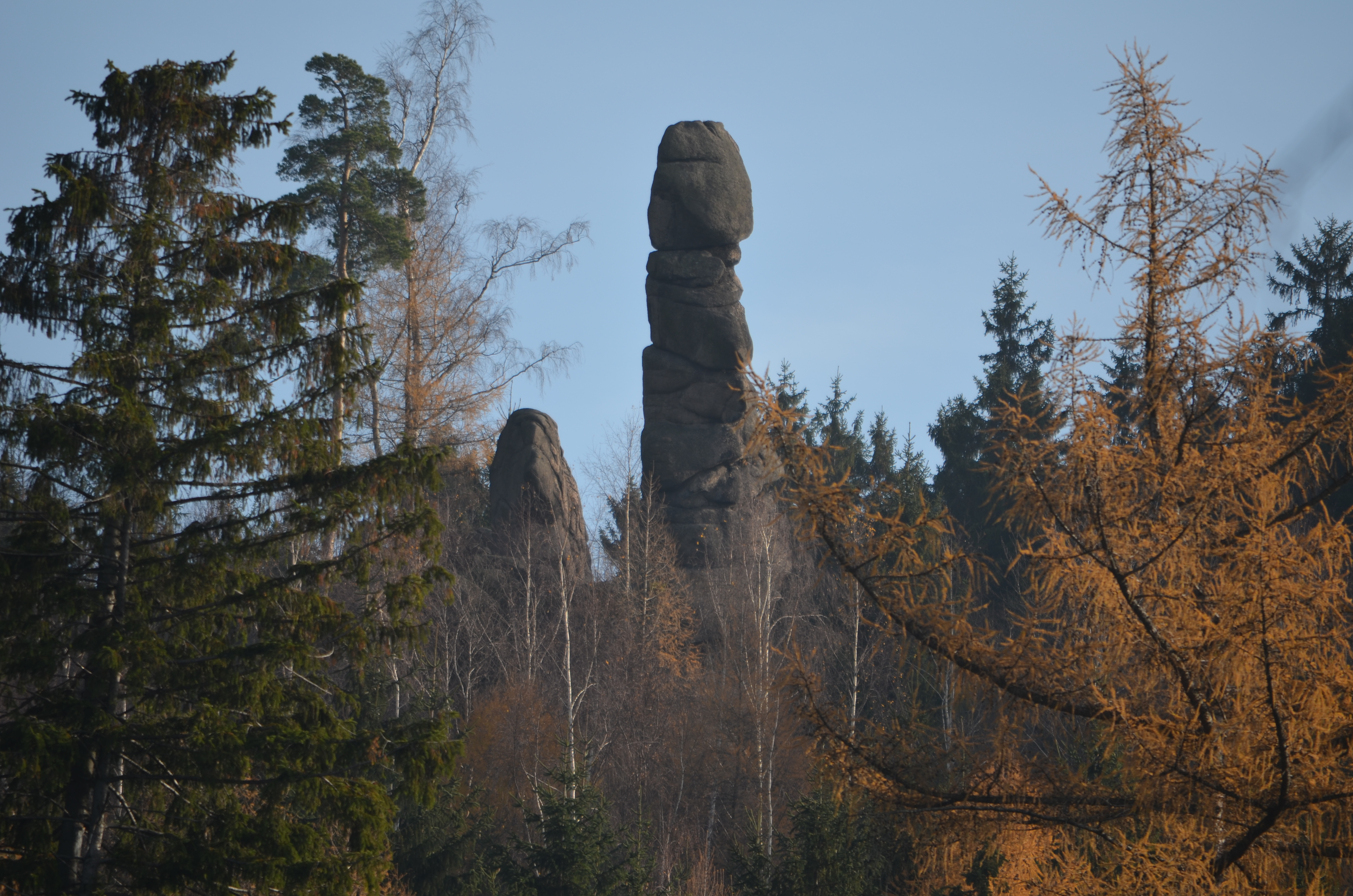
Rylec

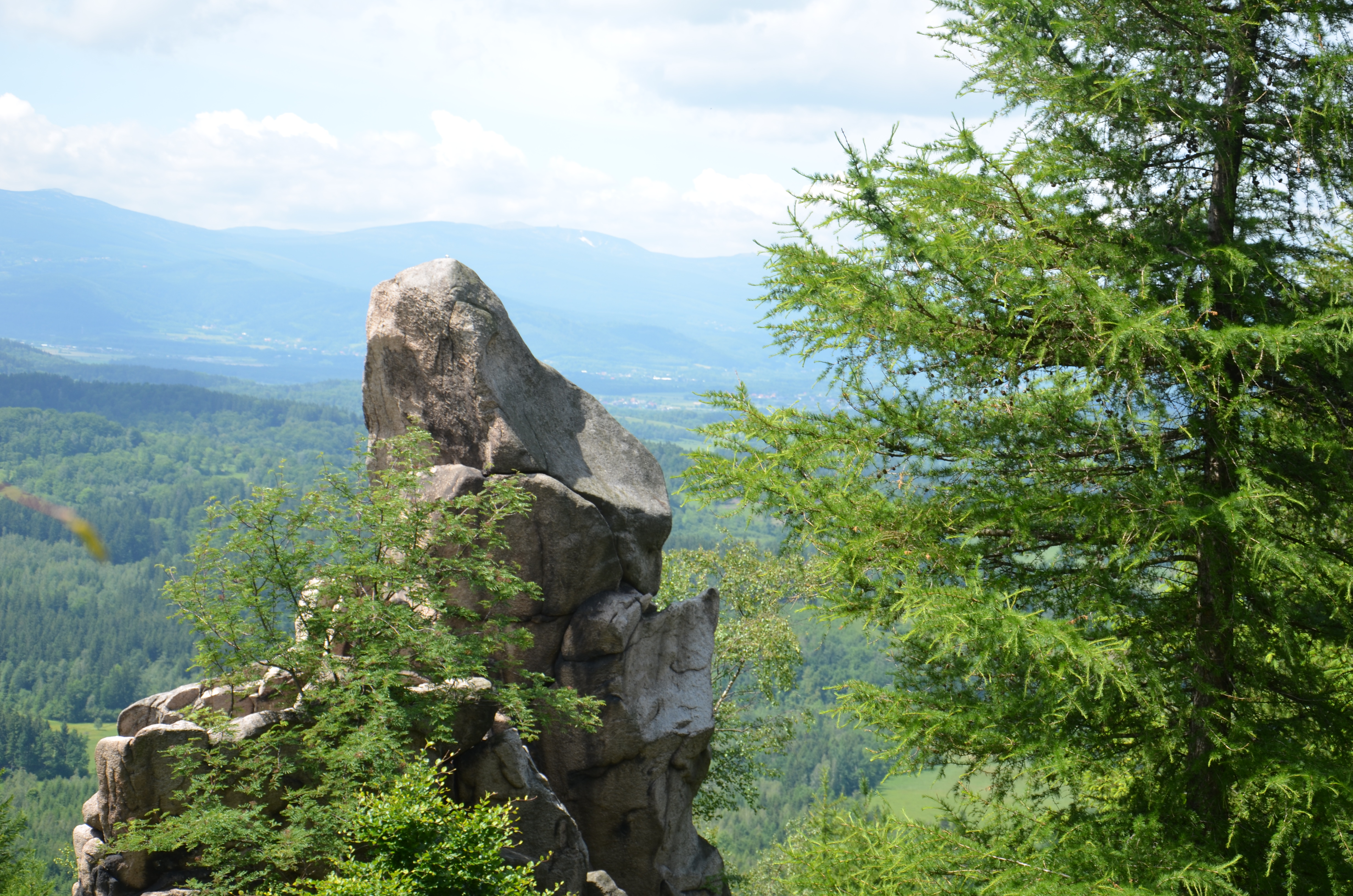
Masyw Świniej Góry

## Opis
Strużnickie Skały to malownicze grupy okazałych skałek nie tylko w Rudawach Janowickich ale i w Sudetach o wysokości do 20 m.
Wokół skał rośnie las świerkowy regla dolnego z domieszką innych gatunków drzew liściastych, brzozowych oraz bukowych.

## Grupy skalne
- Fajka – Dziubek (niem.Friedrich Wilhem Stein) z Rylcem
- Starościńskie Skały (niem. Mariannenfels) lub (Skały Marianny, Skalne miasto)
- Diabelski Kościół (niem. Teufelskirche) lub Czartówka
- Pieklisko (Rudawy Janowickie) (niem. St.Br. Ehem Schmiede) lub Jastrzębie Skały
- liczne skałki na Świniej Górze (niem. Saukamm)
- Salamona Skały (niem. Kindersten) lub Skały przy Szlaku (Strużnickie Skały)

## Turystyka
- niebieski - fragment Europejskiego Szlaku E3 prowadzący z Trzcińska na Skalnik przez Starościńskie Skały
- żółty - Przełęcz Rudawska przez Strużnicę na Starościńskie Skały

## Ochrona przyrody
Strużnickie Skały położone są na obszarze Rudawskiego Parku Krajobrazowego.